# Bistum Mariamme
Koordinaten: 34° 53′ 13,2″ N, 36° 25′ 38,8″ O
Das Bistum Mariamme war ein frühchristlich-byzantinisches Bistum in der antiken Stadt Mariamme in der römischen Provinz Syria Coele bzw. der spätrömisch-byzantinischen Provinz Syria Secunda (auch Syria Salutaris genannt), heute in der Ortschaft Maryamin, Gouvernement Homs, Syrien. Vergleichsweise spät 451 ist erstmals ein Bischof und damit die Existenz des Bistums belegt. Nach der arabischen Eroberung Syriens 636/38 ging der Bischofssitz wieder unter.

## Geschichte
Über die Geschichte der antiken Stadt Mariamme ist wenig bekannt. 1960 wurde in den Ruinen einer spätrömischen Villa des 4. Jahrhunderts des antiken Mariammes ein sehr gut erhaltenes, etwa 20 m² großes Bodenmosaik gefunden, das sechs Musikerinnen mit ihren Instrumenten zeigt. In der Verwaltungsreform des römischen Kaisers Septimius Severus und der Teilung der Provinz Syria um 200 n. Chr. kam Mariamme zur Provinz Syria Coele, die in spätrömisch-byzantinischer Zeit erneut in zwei Provinzen, Syria Prima und Syria Secunda (oder Syria Salutaris) unterteilt wurde; Mariamme wurde letzterer Provinz zugeschlagen. Allerdings hat sich aus der spätrömisch-byzantinischen Zeit wenig erhalten. Ein erhaltener Inschriftstein von 493 erwähnt den damaligen Bischof Kyros/Cyrus.

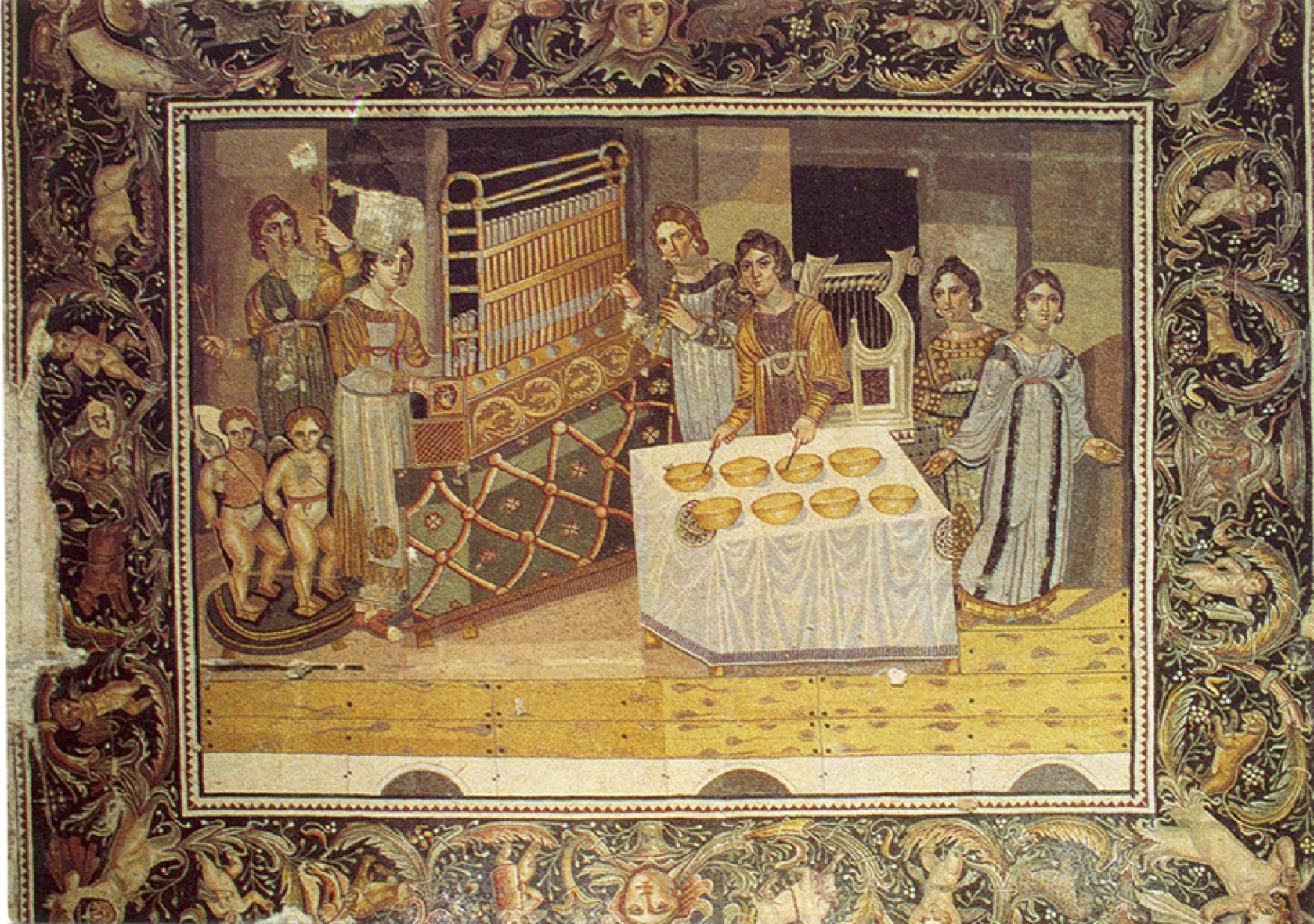
Mosaik mit sechs Musikerinnen und ihren Musikinstrumenten

Mariamme ist erst spät als Bischofssitz dokumentiert. Es ist nicht bekannt, ob dies an einer Lücke in der Überlieferung liegt oder ob der Bischofssitz tatsächlich erst im Laufe des 5. Jahrhunderts gegründet wurde. Der erste namentlich bekannte Bischof Paulus nahm 451 am Konzil von Chalcedon teil. Kirchenrechtlich war das Bistum Mariamme ein Suffraganbistum des Metropolitansitzes in Apamea, der zum Patriarchat von Antiochia gehörte. Das Gebiet des Metropolitansitzes Apamea entspricht in etwa der Provinz Syria Secunda, wie die von Harald Suermann publizierte Karte zeigt. Nach dem Sieg der Araber über die Byzantiner in der Schlacht am Jarmuk 636 und der anschließenden Eroberung Syriens ging der Bischofssitz zu einem nicht genauer einzugrenzenden Zeitraum wieder unter.

## Bischöfe
- 451 Paulus, nahm am Konzil von Chalcedon teil[3][4]
- 458 Magnus[3][4]
- 493[1] bis 518 Cyrus/Kyros[3][4]
- 536 Aetherius[3][4]

Mariamme konnte von den Kreuzfahrern nicht eingenommen werden. Es entstand daher auch kein lateinischer Bischofssitz in der Kreuzfahrerzeit. Aufgrund der räumlichen Nähe zum 1126 gegründeten lateinischen Bischofssitz in Raphanea ist es aber denkbar, dass kleinere Teile des ehemaligen Bistums Mariamme zum lateinischen Bistum Raphanea gehörten. 1137 wurde Raphanea von Zengi erobert, und der Bischofssitz in Raphanea ging wieder unter.
In der Tradition dieses untergegangenen Bischofssitzes vergibt die römisch-katholische Kirche den Titel eines Bischofs von Mariamme.